# Затурино
Затурино (укр. Затурине) — село,
Ковалевский сельский совет,
Полтавский район,
Полтавская область,
Украина.
Код КОАТУУ — 5324081908. Население по переписи 2001 года составляло 273 человека.

## Географическое положение
Село Затурино находится на правом берегу реки Коломак,
ниже по течению примыкает город Полтава,
на противоположном берегу — сёла Андрушки и Макуховка.
Рядом проходят автомобильная дорога Т-1707 и 
железная дорога, станция Дублянщина.